# Blues Music Award
Blues Music Award — музична премія Фонду Блюзу, некомерційної організації, створеної для популяризації блюзу. Церемонія нагородження відбувається щорічно з 1980 року в Мемфісі, штат Теннессі. Вважається найвищою нагородою в галузі блюзу.
За часи свого існування премія мала декілька варіантів назви: National Blues Music Awards (1980, 1982), Blues Awards (1981), Annual Blues Awards (1983–1987, 1989–1990), Annual Blues Music Awards (1988), Annual Blues Awards – The Handys (1991) та Annual Blues Music Awards – The Handys (1992–1994). З 1995 по 2005 роки вона офіційно називалася Премією імені В. Х. Генді (англ. W. C. Handy Blues Awards), на честь «Батька блюзу» Вільяма Генді. З 2006 року і дотепер офіційна назва нагороди Blues Music Award. Неофіційно, як і раніше, часто використовується назва The Handys.
Подібно до Греммі, існує значний перелік нагород в різних категоріях, таких як «Альбом року» (англ. Album of the Year), «Виконавець року», «Пісня року» тощо. Назви категорій та їхня кількість також змінюються від року до року. На 1-й церемонії нагородження 1980 року таких категорій було вісім: «Найкращий виконавець традиційного блюзу», «Найкраща виконавиця традиційного блюзу», «Найкращий альбом традиційного блюзу», «Найкращий виконавець сучасного блюзу», «Найкраща виконавиця сучасного блюзу», «Найкращий альбом сучасного блюзу», «Пісня року», «Найкращий перевиданий альбом року». На 40-й церемонії нагородження 2019 року таких категорій було вже 25.
Переможця з п'яти номінантів в кожній категорії обирає журі, що складається з представників різних пов’язаних з блюзом професій. Їх обирають члени Фонду Блюзу, з урахуванням регіонального розподілу, тому більшість походить зі Сполучених Штатів, але є також представники інших країн, організації з яких входять до Фонду: Канади, країн Європи та Латинської Америки. Остаточний підсумок голосування підводять члени Фонду.